# Christopher Robinson
Pour les articles homonymes, voir Robinson.
Christopher Robinson (21 janvier 1828 - 31 octobre 1905) était avocat et procureur canadien célèbre pour avoir représenté le gouvernement du Canada dans plusieurs affaires de haut  vol ainsi que lors de négociations internationales. Il fut notamment le représentant de la Couronne quand Patrick John Whelan fit appel de sa condamnation pour le meurtre de D'Arcy McGee, ainsi que lors du procès de Louis Riel. 
En fin de carrière, il représenta la Couronne dans l'arbitration de la mer de Béring (1893), et défendit la position canadienne lors d'un litige frontalier avec les États-Unis à propos de l'Alaska. Il refusa en 1894 d'être fait chevalier, et s'éteint à Toronto, Ontario, le 31 octobre 1905.